# هامتشانغ داي غن
الأمير العظيم هامتشانغ (함창대군 | 咸昌大君), هو الابن الثاني ليغجو ملك جوسون (익조 | 翼祖). له سبعة إخوة، وأخت واحدة، والدته هي الملكة جونغسغ من عشيرة يونغهنغ تشوي (정숙왕후 영흥최씨 | 貞淑王后 永興崔氏). اسمه الشخصي هو جانغ (장 | 長). تاريخ ولادته ووفاته غير معروف، له ابنان من زوجته يي تشون سو.

## الحياة
تاريخ ولادته غير معروف. يعود أصله لعشيرة جونجو يي (전주 | 全州). منح لقب كونغجوتشامي (공조참의 | 工曹參議). في 1872 رفع الملك غوجونغ (السنة التاسعة من حكمه) رتبته إلى تشبونغ. تزوج من يي تشون سو (이천서씨 | 利川徐氏).
قبره في مدينة هامهينغ في مقاطعة هامغيونغ الجنوبية.

## الأسرة

### الأقارب
- الأب: يغجو ملك جوسون، (익조 | 翼祖).
- الأم: الملكة جونغسغ، (정숙왕후 영흥최씨 | 貞淑王后 永興崔氏).
- الإخوة:
  - الأمير العظيم هامنيونغ، (함녕대군 | 咸寧大君), يي آن (이안 | 李安).
  - الأمير العظيم هاموون، (함원대군 | 咸原大君), يي سونغ (이송 | 李松).
  - الملك العظيم دوجو، (도조대왕 | 度祖大王), يي تشن (이춘 | 李椿).
  - الأمير العظيم هامتشون، (함천대군 | 咸川大君), يي وون (이원 | 李源).
  - الأمير العظيم هامرينغ، (함릉대군 | 咸陵大君), يي غوتاي (이고태 | 李古泰).
  - الأمير العظيم هاميانغ، (함양대군 | 咸陽大君), يي جون (이전 | 李腆).
  - الأمير العظيم هامسونغ، (함성대군 | 咸城大君), يي ينغ-غو (이응거 | 李應巨).
- الأخوات:
  - الأميرة آني، (안의공주 | 安懿公主).

### العائلة
- الزوجة: 
  - يي تشون سو، (이천서씨 | 利川徐氏).
- الأبناء:
  - الأمير نامتشون، (남천군 | 南川君), اسمه الشخصي: يي غاناداي، (이간아대 | 李干阿大), الابن الأول.
  - الأمير نامبيونغ، (남평군 | 南平君), اسمه الشخصي: يي مايسون، (이매손 | 李枚孫), الابن الثاني.

### سلالة
- دغجانغ (득장 | 得章), (ولد في 1582 ومات في «غير معروف»).
- ميونغروغ (명록 | 命祿), (ولد في 1824 ومات في 1884).
- سغيوم (시겸 | 始謙), (ولد في 1801 ومات في «غير معروف»).
- جونغن (정근 | 廷根), (ولد في 1853 ومات في «غير معروف»).